# Formule 1 v roce 1994
Ve Formuli 1 v roce 1994 se opět uskutečnilo celkem 16 závodů Grand Prix. Mistrem světa se stal poprvé Michael Schumacher s vozem Benetton-Ford Cosworth B194, Pohár konstruktérů těsně obhájila stáj Williams.
V této sezoně mistrovství světa vozů Formule 1 zahynuli při Grand Prix San Marina 1994, která byla v tomto roce třetím závodem, Rakušan Roland Ratzenberger (již při sobotní kvalifikaci 30. dubna 1994) a Brazilec Ayrton Senna (při samotném závodě 1. května 1994).

## Pravidla
Bodovalo prvních šest jezdců podle klíče:
1. 10 bodů
2. 6 bodů
3. 4 body
4. 3 body
5. 2 body
6. 1 bod

## Jezdci a týmy
| Tým                                    | Konstruktér       | Šasi         | Motor                                                       | Č. | Jezdec                 | Závody      |
| -------------------------------------- | ----------------- | ------------ | ----------------------------------------------------------- | -- | ---------------------- | ----------- |
| Rothmans Williams Renault              | Williams-Renault  | FW16 FW16B   | Renault RS6 3.5 V10                                         | 0  | Damon Hill             | All         |
| Rothmans Williams Renault              | Williams-Renault  | FW16 FW16B   | Renault RS6 3.5 V10                                         | 2  | Ayrton Senna           | 1–3         |
| Rothmans Williams Renault              | Williams-Renault  | FW16 FW16B   | Renault RS6 3.5 V10                                         | 2  | David Coulthard        | 5–6, 8–13   |
| Rothmans Williams Renault              | Williams-Renault  | FW16 FW16B   | Renault RS6 3.5 V10                                         | 2  | Nigel Mansell          | 7, 14–16    |
| Tyrrell Racing Organisation            | Tyrrell-Yamaha    | 022          | Yamaha OX10B 3.5 V10                                        | 3  | Ukyo Katayama          | All         |
| Tyrrell Racing Organisation            | Tyrrell-Yamaha    | 022          | Yamaha OX10B 3.5 V10                                        | 4  | Mark Blundell          | All         |
| Mild Seven Benetton Ford               | Benetton-Ford     | B194         | Ford EC Zetec-R 3.5 V8                                      | 5  | Michael Schumacher     | 1–11, 14–16 |
| Mild Seven Benetton Ford               | Benetton-Ford     | B194         | Ford EC Zetec-R 3.5 V8                                      | 5  | JJ Lehto               | 12–13       |
| Mild Seven Benetton Ford               | Benetton-Ford     | B194         | Ford EC Zetec-R 3.5 V8                                      | 6  | Jos Verstappen         | 1–2, 7–14   |
| Mild Seven Benetton Ford               | Benetton-Ford     | B194         | Ford EC Zetec-R 3.5 V8                                      | 6  | JJ Lehto               | 3–6         |
| Mild Seven Benetton Ford               | Benetton-Ford     | B194         | Ford EC Zetec-R 3.5 V8                                      | 6  | Johnny Herbert         | 15–16       |
| Marlboro McLaren Peugeot               | McLaren-Peugeot   | MP4/9        | Peugeot A6 3.5 V10                                          | 7  | Mika Häkkinen          | 1–9, 11–16  |
| Marlboro McLaren Peugeot               | McLaren-Peugeot   | MP4/9        | Peugeot A6 3.5 V10                                          | 7  | Philippe Alliot        | 10          |
| Marlboro McLaren Peugeot               | McLaren-Peugeot   | MP4/9        | Peugeot A6 3.5 V10                                          | 8  | Martin Brundle         | All         |
| Footwork Ford                          | Footwork-Ford     | FA15         | Ford HBE7/8 3.5 V8                                          | 9  | Christian Fittipaldi   | All         |
| Footwork Ford                          | Footwork-Ford     | FA15         | Ford HBE7/8 3.5 V8                                          | 10 | Gianni Morbidelli      | All         |
| Team Lotus                             | Lotus-Mugen-Honda | 107C 109     | Mugen Honda MF-351 HC 3.5 V10 Mugen Honda MF-351 HD 3.5 V10 | 11 | Pedro Lamy             | 1–4         |
| Team Lotus                             | Lotus-Mugen-Honda | 107C 109     | Mugen Honda MF-351 HC 3.5 V10 Mugen Honda MF-351 HD 3.5 V10 | 11 | Alessandro Zanardi     | 5–10, 12    |
| Team Lotus                             | Lotus-Mugen-Honda | 107C 109     | Mugen Honda MF-351 HC 3.5 V10 Mugen Honda MF-351 HD 3.5 V10 | 11 | Philippe Adams         | 11, 13      |
| Team Lotus                             | Lotus-Mugen-Honda | 107C 109     | Mugen Honda MF-351 HC 3.5 V10 Mugen Honda MF-351 HD 3.5 V10 | 11 | Éric Bernard           | 14          |
| Team Lotus                             | Lotus-Mugen-Honda | 107C 109     | Mugen Honda MF-351 HC 3.5 V10 Mugen Honda MF-351 HD 3.5 V10 | 11 | Mika Salo              | 15–16       |
| Team Lotus                             | Lotus-Mugen-Honda | 107C 109     | Mugen Honda MF-351 HC 3.5 V10 Mugen Honda MF-351 HD 3.5 V10 | 12 | Johnny Herbert         | 1–13        |
| Team Lotus                             | Lotus-Mugen-Honda | 107C 109     | Mugen Honda MF-351 HC 3.5 V10 Mugen Honda MF-351 HD 3.5 V10 | 12 | Alessandro Zanardi     | 14–16       |
| Sasol Jordan                           | Jordan-Hart       | 194          | Hart 1035 3.5 V10                                           | 14 | Rubens Barrichello     | All         |
| Sasol Jordan                           | Jordan-Hart       | 194          | Hart 1035 3.5 V10                                           | 15 | Eddie Irvine           | 1, 5–16     |
| Sasol Jordan                           | Jordan-Hart       | 194          | Hart 1035 3.5 V10                                           | 15 | Aguri Suzuki           | 2           |
| Sasol Jordan                           | Jordan-Hart       | 194          | Hart 1035 3.5 V10                                           | 15 | Andrea de Cesaris      | 3–4         |
| Tourtel Larrousse F1                   | Larrousse-Ford    | LH94         | Ford HBF7/8 3.5 V8                                          | 19 | Olivier Beretta        | 1–10        |
| Tourtel Larrousse F1                   | Larrousse-Ford    | LH94         | Ford HBF7/8 3.5 V8                                          | 19 | Philippe Alliot        | 11          |
| Tourtel Larrousse F1                   | Larrousse-Ford    | LH94         | Ford HBF7/8 3.5 V8                                          | 19 | Yannick Dalmas         | 12–13       |
| Tourtel Larrousse F1                   | Larrousse-Ford    | LH94         | Ford HBF7/8 3.5 V8                                          | 19 | Hideki Noda            | 14–16       |
| Tourtel Larrousse F1                   | Larrousse-Ford    | LH94         | Ford HBF7/8 3.5 V8                                          | 20 | Érik Comas             | 1–15        |
| Tourtel Larrousse F1                   | Larrousse-Ford    | LH94         | Ford HBF7/8 3.5 V8                                          | 20 | Jean-Denis Délétraz    | 16          |
| Minardi Scuderia Italia                | Minardi-Ford      | M193B M194   | Ford HBC7/8 3.5 V8                                          | 23 | Pierluigi Martini      | All         |
| Minardi Scuderia Italia                | Minardi-Ford      | M193B M194   | Ford HBC7/8 3.5 V8                                          | 24 | Michele Alboreto       | All         |
| Ligier Gitanes Blondes                 | Ligier-Renault    | JS39B        | Renault RS6 3.5 V10                                         | 25 | Éric Bernard           | 1–13        |
| Ligier Gitanes Blondes                 | Ligier-Renault    | JS39B        | Renault RS6 3.5 V10                                         | 25 | Johnny Herbert         | 14          |
| Ligier Gitanes Blondes                 | Ligier-Renault    | JS39B        | Renault RS6 3.5 V10                                         | 25 | Franck Lagorce         | 15–16       |
| Ligier Gitanes Blondes                 | Ligier-Renault    | JS39B        | Renault RS6 3.5 V10                                         | 26 | Olivier Panis          | All         |
| Scuderia Ferrari                       | Ferrari           | 412T1 412T1B | Ferrari 041 3.5 V12 Ferrari 043 3.5 V12                     | 27 | Jean Alesi             | 1, 4–16     |
| Scuderia Ferrari                       | Ferrari           | 412T1 412T1B | Ferrari 041 3.5 V12 Ferrari 043 3.5 V12                     | 27 | Nicola Larini          | 2–3         |
| Scuderia Ferrari                       | Ferrari           | 412T1 412T1B | Ferrari 041 3.5 V12 Ferrari 043 3.5 V12                     | 28 | Gerhard Berger         | All         |
| Broker Sauber Mercedes Sauber Mercedes | Sauber-Mercedes   | C13          | Mercedes-Benz 2175B 3.5 V10                                 | 29 | Karl Wendlinger        | 1–4         |
| Broker Sauber Mercedes Sauber Mercedes | Sauber-Mercedes   | C13          | Mercedes-Benz 2175B 3.5 V10                                 | 29 | Andrea de Cesaris      | 6–14        |
| Broker Sauber Mercedes Sauber Mercedes | Sauber-Mercedes   | C13          | Mercedes-Benz 2175B 3.5 V10                                 | 29 | JJ Lehto               | 15–16       |
| Broker Sauber Mercedes Sauber Mercedes | Sauber-Mercedes   | C13          | Mercedes-Benz 2175B 3.5 V10                                 | 30 | Heinz-Harald Frentzen  | All         |
| MTV Simtek Ford                        | Simtek-Ford       | S941         | Ford HBD6 3.5 V8                                            | 31 | David Brabham          | All         |
| MTV Simtek Ford                        | Simtek-Ford       | S941         | Ford HBD6 3.5 V8                                            | 32 | Roland Ratzenberger    | 1–3         |
| MTV Simtek Ford                        | Simtek-Ford       | S941         | Ford HBD6 3.5 V8                                            | 32 | Andrea Montermini      | 5           |
| MTV Simtek Ford                        | Simtek-Ford       | S941         | Ford HBD6 3.5 V8                                            | 32 | Jean-Marc Gounon       | 7–13        |
| MTV Simtek Ford                        | Simtek-Ford       | S941         | Ford HBD6 3.5 V8                                            | 32 | Domenico Schiattarella | 14, 16      |
| MTV Simtek Ford                        | Simtek-Ford       | S941         | Ford HBD6 3.5 V8                                            | 32 | Taki Inoue             | 15          |
| Pacific Grand Prix                     | Pacific-Ilmor     | PR01         | Ilmor 2175A 3.5 V10                                         | 33 | Paul Belmondo          | All         |
| Pacific Grand Prix                     | Pacific-Ilmor     | PR01         | Ilmor 2175A 3.5 V10                                         | 34 | Bertrand Gachot        | All         |

## Velké ceny
| Datum               | Grand Prix                                  | Náhled | Akce               | Jezdec                      | Vůz                         | Stav MS            |
| ------------------- | ------------------------------------------- | ------ | ------------------ | --------------------------- | --------------------------- | ------------------ |
| 1. GP 27. březen    | Brazílie Interlagos (Výsledky)              |        | Závod              | Michael Schumacher          | Benetton-Ford Cosworth B194 | Michael Schumacher |
| 1. GP 27. březen    | Brazílie Interlagos (Výsledky)              | Kolo   | Michael Schumacher | Benetton-Ford Cosworth B194 |                             | Michael Schumacher |
| 1. GP 27. březen    | Brazílie Interlagos (Výsledky)              | Pole   | Ayrton Senna       | Williams-Renault FW16       |                             | Michael Schumacher |
| 2. GP 17. duben     | Pacifik Okayama (Výsledky)                  |        | Závod              | Michael Schumacher          | Benetton-Ford Cosworth B194 | Michael Schumacher |
| 2. GP 17. duben     | Pacifik Okayama (Výsledky)                  | Kolo   | Michael Schumacher | Benetton-Ford Cosworth B194 |                             | Michael Schumacher |
| 2. GP 17. duben     | Pacifik Okayama (Výsledky)                  | Pole   | Ayrton Senna       | Williams-Renault FW16       |                             | Michael Schumacher |
| 3. GP 1. květen     | San Marino Imola (Výsledky)                 |        | Závod              | Michael Schumacher          | Benetton-Ford Cosworth B194 | Michael Schumacher |
| 3. GP 1. květen     | San Marino Imola (Výsledky)                 | Kolo   | Damon Hill         | Williams-Renault FW16       |                             | Michael Schumacher |
| 3. GP 1. květen     | San Marino Imola (Výsledky)                 | Pole   | Ayrton Senna       | Williams-Renault FW16       |                             | Michael Schumacher |
| 4. GP 15. květen    | Monako Circuit de Monaco (Výsledky)         |        | Závod              | Michael Schumacher          | Benetton-Ford Cosworth B194 | Michael Schumacher |
| 4. GP 15. květen    | Monako Circuit de Monaco (Výsledky)         | Kolo   | Michael Schumacher | Benetton-Ford Cosworth B194 |                             | Michael Schumacher |
| 4. GP 15. květen    | Monako Circuit de Monaco (Výsledky)         | Pole   | Michael Schumacher | Benetton-Ford Cosworth B194 |                             | Michael Schumacher |
| 5. GP 29. květen    | Španělsko Circuit de Catalunya (Výsledky)   |        | Závod              | Damon Hill                  | Williams-Renault FW16       | Michael Schumacher |
| 5. GP 29. květen    | Španělsko Circuit de Catalunya (Výsledky)   | Kolo   | Michael Schumacher | Benetton-Ford Cosworth B194 |                             | Michael Schumacher |
| 5. GP 29. květen    | Španělsko Circuit de Catalunya (Výsledky)   | Pole   | Michael Schumacher | Benetton-Ford Cosworth B194 |                             | Michael Schumacher |
| 6. GP 12. červen    | Kanada Circuit Gilles Villeneuve (Výsledky) |        | Závod              | Michael Schumacher          | Benetton-Ford Cosworth B194 | Michael Schumacher |
| 6. GP 12. červen    | Kanada Circuit Gilles Villeneuve (Výsledky) | Kolo   | Michael Schumacher | Benetton-Ford Cosworth B194 |                             | Michael Schumacher |
| 6. GP 12. červen    | Kanada Circuit Gilles Villeneuve (Výsledky) | Pole   | Michael Schumacher | Benetton-Ford Cosworth B194 |                             | Michael Schumacher |
| 7. GP 3. červenec   | Francie Magny-Cours (Výsledky)              |        | Závod              | Michael Schumacher          | Benetton-Ford Cosworth B194 | Michael Schumacher |
| 7. GP 3. červenec   | Francie Magny-Cours (Výsledky)              | Kolo   | Damon Hill         | Williams-Renault FW16       |                             | Michael Schumacher |
| 7. GP 3. červenec   | Francie Magny-Cours (Výsledky)              | Pole   | Damon Hill         | Williams-Renault FW16       |                             | Michael Schumacher |
| 8. GP 10. červenec  | Velká Británie Silverstone (Výsledky)       |        | Závod              | Damon Hill                  | Williams-Renault FW16       | Michael Schumacher |
| 8. GP 10. červenec  | Velká Británie Silverstone (Výsledky)       | Kolo   | Damon Hill         | Williams-Renault FW16       |                             | Michael Schumacher |
| 8. GP 10. červenec  | Velká Británie Silverstone (Výsledky)       | Pole   | Damon Hill         | Williams-Renault FW16       |                             | Michael Schumacher |
| 9. GP 31. červenec  | Německo Hockenheimring (Výsledky)           |        | Závod              | Gerhard Berger              | Ferrari 412T1               | Michael Schumacher |
| 9. GP 31. červenec  | Německo Hockenheimring (Výsledky)           | Kolo   | David Coulthard    | Williams-Renault FW14B      |                             | Michael Schumacher |
| 9. GP 31. červenec  | Německo Hockenheimring (Výsledky)           | Pole   | Gerhard Berger     | Ferrari 412T1               |                             | Michael Schumacher |
| 10. GP 14. srpen    | Maďarsko Hungaroring (Výsledky)             |        | Závod              | Michael Schumacher          | Benetton-Ford Cosworth B194 | Michael Schumacher |
| 10. GP 14. srpen    | Maďarsko Hungaroring (Výsledky)             | Kolo   | Michael Schumacher | Benetton-Ford Cosworth B194 |                             | Michael Schumacher |
| 10. GP 14. srpen    | Maďarsko Hungaroring (Výsledky)             | Pole   | Michael Schumacher | Benetton-Ford Cosworth B194 |                             | Michael Schumacher |
| 11. GP 28. srpen    | Belgie Spa-Francorchamps (Výsledky)         |        | Závod              | Damon Hill                  | Williams-Renault FW16       | Michael Schumacher |
| 11. GP 28. srpen    | Belgie Spa-Francorchamps (Výsledky)         | Kolo   | Damon Hill         | Williams-Renault FW16       |                             | Michael Schumacher |
| 11. GP 28. srpen    | Belgie Spa-Francorchamps (Výsledky)         | Pole   | Rubens Barrichello | Jordan-Hart 194             |                             | Michael Schumacher |
| 12. GP 11. září     | Itálie Monza (Výsledky)                     |        | Závod              | Damon Hill                  | Williams-Renault FW16       | Michael Schumacher |
| 12. GP 11. září     | Itálie Monza (Výsledky)                     | Kolo   | Damon Hill         | Williams-Renault FW16       |                             | Michael Schumacher |
| 12. GP 11. září     | Itálie Monza (Výsledky)                     | Pole   | Jean Alesi         | Ferrari 412T1               |                             | Michael Schumacher |
| 13. GP 25. září     | Portugalsko Estoril (Výsledky)              |        | Závod              | Damon Hill                  | Williams-Renault FW16       | Michael Schumacher |
| 13. GP 25. září     | Portugalsko Estoril (Výsledky)              | Kolo   | David Coulthard    | Williams-Renault FW14B      |                             | Michael Schumacher |
| 13. GP 25. září     | Portugalsko Estoril (Výsledky)              | Pole   | Gerhard Berger     | Ferrari 412T1               |                             | Michael Schumacher |
| 14. GP 16. říjen    | Evropa Jerez (Výsledky)                     |        | Závod              | Michael Schumacher          | Benetton-Ford Cosworth B194 | Michael Schumacher |
| 14. GP 16. říjen    | Evropa Jerez (Výsledky)                     | Kolo   | Michael Schumacher | Benetton-Ford Cosworth B194 |                             | Michael Schumacher |
| 14. GP 16. říjen    | Evropa Jerez (Výsledky)                     | Pole   | Michael Schumacher | Benetton-Ford Cosworth B194 |                             | Michael Schumacher |
| 15. GP 6. listopad  | Japonsko Suzuka (Výsledky)                  |        | Závod              | Damon Hill                  | Williams-Renault FW16       | Michael Schumacher |
| 15. GP 6. listopad  | Japonsko Suzuka (Výsledky)                  | Kolo   | Damon Hill         | Williams-Renault FW16       |                             | Michael Schumacher |
| 15. GP 6. listopad  | Japonsko Suzuka (Výsledky)                  | Pole   | Michael Schumacher | Benetton-Ford Cosworth B194 |                             | Michael Schumacher |
| 16. GP 13. listopad | Austrálie Adelaide (Výsledky)               |        | Závod              | Nigel Mansell               | McLaren-Honda MP4/6B        | Michael Schumacher |
| 16. GP 13. listopad | Austrálie Adelaide (Výsledky)               | Kolo   | Michael Schumacher | Benetton-Ford Cosworth B194 |                             | Michael Schumacher |
| 16. GP 13. listopad | Austrálie Adelaide (Výsledky)               | Pole   | Nigel Mansell      | Williams-Renault FW14B      |                             | Michael Schumacher |